# Croxden Abbey
Croxden Abbey (Val-Ste.-Marie, Vale of St. Mary) ist eine ehemalige Zisterzienserabtei in England. Das Kloster liegt in Croxden, rund 7 km nordwestlich von Uttoxeter, in der Grafschaft Staffordshire.

## Geschichte
Die Abtei wurde 1176 von Bertram de Verdon als Tochterkloster von Kloster Aulnay (Aunay) in der Normandie, das sich mit der Kongregation von Savigny im Jahr 1147 dem Zisterzienserorden angeschlossen hatte und der Filiation der Primarabtei Clairvaux angehörte, zunächst in Cotton gegründet, aber schon drei Jahre später nach Croxden verlegt. Der Gründungskonvent kam aus Frankreich, während der erste Abt, Thomas, ein Engländer war. Die Bauarbeiten zogen sich über rund 50 Jahre hin; die Kirche wurde 1253 geweiht. Die Abtei, die wohl nie mehr als zwölf Mönche zählte, lebte wesentlich von der Schafzucht. Während des 14. Jahrhunderts ergaben sich Schwierigkeiten mit den Nachfolgern der Stifterfamilie. Gegen Ende des 14. Jahrhunderts traten auch wirtschaftliche Schwierigkeiten auf, so dass die Zahl der Mönche auf sechs sank. 1535 wurde das Jahreseinkommen der Abtei auf 103 Pfund geschätzt. Die Einziehung durch die Krone erfolgte im Jahr 1538. Heute werden die Ruinen von English Heritage betreut.

## Anlage und Bauten
Die Überreste der Anlage liegen zwischen modernen landwirtschaftlichen Gebäuden. Der Plan des Klosters leitete sich von dem des Mutterhauses ab und war stärker ausgearbeitet als bei den englischen Klöstern vielfach üblich. Die Kirche hatte einen Chor mit fünf von einem Chorumgang ausgehenden halbkreisförmigen Kapellen (ähnlich in Hailes Abbey) und ein dreischiffiges Langhaus zu acht Jochen. Erhalten sind die Westfront mit einem gotischen Tor mit fünf Archivolten und drei schlanken Lanzettfenstern, Teile der Vierung, insbesondere des Südquerhauses, Fragmente des Kreuzgangs und des dreischiffigen Kapitelsaals. Durch die Kirchenruine verläuft heute eine Straße. Die Klausur liegt rechts (südlich) von der Kirche. Auch ein einzeln stehendes Abtshaus aus dem 14. Jahrhundert hat sich im Südosten erhalten.